# Mylène Farmer
Mylène Farmer (född Mylène Jeanne Gautier, tog efternamnet Farmer efter Frances Farmer), född 12 september 1961 i Pierrefonds i Montréal i Québec i Kanada, är en fransk sångerska och skådespelare. Hon har nått stora framgångar i Frankrike och andra franskspråkiga länder, med en skivförsäljning på minst 30 miljoner.

## Biografi och karriär
Mylène Farmer föddes den 12 september 1961 i en förort till Montréal i Québec. Hennes familj flyttade från Frankrike till Kanada, där de bodde i 8 år och återvände sedan till Frankrike. Mylene började rida som barn och drömde om att bli hästinstruktör. Efter att ha hoppat av gymnasiet gick hon in på teaterkurser och arbetade som modell för reklam.

### 1980-talet och stil
Hon slog igenom år 1984 med sången "Maman a tort". Den följdes 1986 av albumet Cendres de Lune, som bland annat innehöll hitlåten "Libertine".
Farmer har gjort sig känd för sina dubbelbottnade låttexter och explicita musikvideor. "Maman a tort" kan tolkas som kärleken mellan en ung flicka och en sjuksköterska på ett sjukhus, med inslag av onani. "Pourvu qu'elles soient douces" (1988) handlar om en man som har en sjuklig fixering vid sin älskares skinkor, med inslag av sodomi; den 17 minuter långa musikvideon, med handlingen förlagd till 1757, innehåller en scen där en man piskar en pojke.
"Que mon cœur lâche" handlar om kärlek, kondomer och aids. Musikvideon (regisserad av Luc Besson) innehåller bland annat en passage där Gud talar om för Jesus att han inte ska skicka honom till jorden igen, eftersom förra gången var en katastrof.

### 1990-talet
Efter att hennes film Giorgino (1994) fick ett dåligt mottagande flyttade Mylène Farmer till USA. År 1995 återvände hon till Frankrike med sin nya skiva Anamorphosée. Skivan, liksom hennes tidigare två, sålde över en miljon exemplar enbart i Frankrike. Skivan finns med i Guinness rekordbok som det mest exporterade icke engelskspråkiga albumet, och det fick även en uppföljare i form av liveskivan och DVD:n Live à Bercy.

### 2000-talet
Farmer skrev, tillsammans med Laurent Boutonnat, text och musik till den franska sångerskan Alizées båda album Gourmandises och Mes Courants Electriques.
I videon till Farmers sång "Q.I" förekommer många nakenscener. Videon avslutas med en het sexakt mellan henne och en man, där båda är nakna framför kameran.
I videon till "L'Amour n'est rien..." utför Farmer en striptease.
I augusti 2008 kom albumet Point de suture. Under september och oktober 2009 gav hon sig ut på en turné  Frankrike, Belgien, Schweiz och Ryssland.
Några av Mylène Farmers mest kända låtar är "Désenchantée" och "Libertine" (inspelade även av den belgiska sångerskan Kate Ryan), "L'Âme-stram-gram", "Pourvu qu'elles soient douces" och "Sans contrefaçon".

## Filmografi

### Spelfilm
- 1994 – Giorgino

### Live
- 1990 – Mylène Farmer En concert
- 1997 – Live à Bercy
- 2000 – Mylenium Tour
- 2006 – Avant que l'ombre à Bercy
- 2010 – Mylène Farmer au Stade de France
- 2014 – Timeless 2013

## Diskografi

### Studioalbum
- 1986 – Cendres de Lune
- 1988 – Ainsi soit je...
- 1991 – L'Autre
- 1995 – Anamorphosée
- 1999 – Innamoramento
- 2005 – Avant que l'ombre
- 2008 – Point De Suture
- 2010 – Bleu Noir
- 2012 – Monkey Me
- 2015 – Interstellaires
- 2018 – Désobéissance
- 2022 – L'Emprise

### Samlingsalbum
- 1992 – Mylène Farmer Dance remixes
- 2001 – Les Mots
- 2002 – Best of Mylène Farmer
- 2003 – Mylène Farmer Remixes

### Livealbum
- 1989 – Mylène Farmer En concert
- 1997 – Live à Bercy
- 2000 – Mylenium Tour
- 2006 – Avant Que L'Ombre...À Bercy
- 2009 – N° 5 on tour
- 2013 – Timeless 2013

### Singlar
- 1984 – Maman a tort
- 1985 – On est tous des imbéciles
- 1985 – Plus Grandir
- 1986 – Libertine
- 1987 – Tristana
- 1987 – Sans contrefaçon
- 1988 – Ainsi soit je...
- 1988 – Pourvu qu'elles soient douces
- 1989 – Sans Logique
- 1989 – A quoi je sers ?
- 1989 – "Allan" (en concert)
- 1990 – Plus Grandir (en concert)
- 1991 – Désenchantée
- 1991 – Regrets (med Jean-Louis Murat)
- 1991 – Je t'aime mélancolie
- 1992 – Beyond my control
- 1992 – Que mon cœur lâche
- 1995 – "XXL"
- 1995 – L'Instant X
- 1996 – "California"
- 1996 – Comme j'ai mal
- 1996 – Rêver
- 1997 – La poupée qui fait non (en concert, med Khaled)
- 1997 – "Ainsi soit je..." (en concert)
- 1999 – L'Âme-Stram-Gram
- 1999 – Je te rends ton amour
- 1999 – Souviens-toi du jour
- 2000 – Optimistique-moi
- 2000 – "Innamoramento"
- 2000 – Dessine-moi un mouton (en concert)
- 2001 – L'histoire d'une fée, c'est…
- 2001 – Les mots (med Seal)
- 2002 – C'est une belle journée
- 2002 – Pardonne-moi
- 2005 – Fuck them all
- 2005 – Q.I
- 2005 – Redonne-moi
- 2006 – L'Amour n'est rien...
- 2006 – Peut-être toi
- 2006 – Déshabillez-moi (en concert)
- 2006 – Avant que l'ombre… (en concert)
- 2006 – Slipping Away (Crier la vie) (med Moby)
- 2008 – Dégénération
- 2008 – Appelle mon numéro
- 2009 – Si j'avais au moins...
- 2009 – C'est dans l'air
- 2009 – Sextonik
- 2009 – C'est dans l'air (en concert)
- 2009 – Paradis inanimé (en concert)
- 2010 – Oui mais... non
- 2011 – Bleu noir
- 2011 – Lonely Lisa
- 2012 – À l'ombre
- 2013 – Je te dis tout
- 2013 – Monkey me
- 2013 – Diabolique mon ange (en concert)
- 2015 – Stolen car (med Sting)